# Paul Haußer
Paul M. Haußer (* 4. Oktober 1880; † 17. Mai 1966) war ein badischer Verwaltungsbeamter.

## Werdegang
Haußer war ab 1921 Polizeipräsident in Karlsruhe. Als Mitglied der Deutschen Staatspartei wurde er nach der Machtübernahme der Nationalsozialisten seines Amtes enthoben und fungierte von 1933 bis 1945 als Präsident des Badischen Statistischen Landesamtes.
Unmittelbar nach Ende des Zweiten Weltkriegs folgte er am 4. Juni 1945 dem verstorbenen Adolf Schwarz als Ministerialdirektor in der badischen Verwaltung des Innern nach. Ab 1947 war er Präsident des Badischen Verwaltungsgerichtshofes und von 1948 bis 1951 stellvertretender Leiter des Staatsgerichtshofs für das Land Baden.
Paul Haußer war Mitglied der Studentenverbindung Landsmannschaft Teutonia Heidelberg.

## Ehrungen
- Dezember 1951: Großes Verdienstkreuz der Bundesrepublik Deutschland